# Carmen (Oklahoma)
Carmen é uma cidade  localizada no estado norte-americano de Oklahoma, no Condado de Alfalfa.

## Demografia
Segundo o censo norte-americano de 2000, a sua população era de 411 habitantes.
Em 2006, foi estimada uma população de 368, um decréscimo de 43 (-10.5%).

## Geografia
De acordo com o United States Census Bureau tem uma área de
3,9 km², dos quais 3,9 km² cobertos por terra e 0,0 km² cobertos por água. Carmen localiza-se a aproximadamente 393 m acima do nível do mar.

## Localidades na vizinhança
O diagrama seguinte representa as localidades num raio de 20 km ao redor de Carmen.